# Avalonia

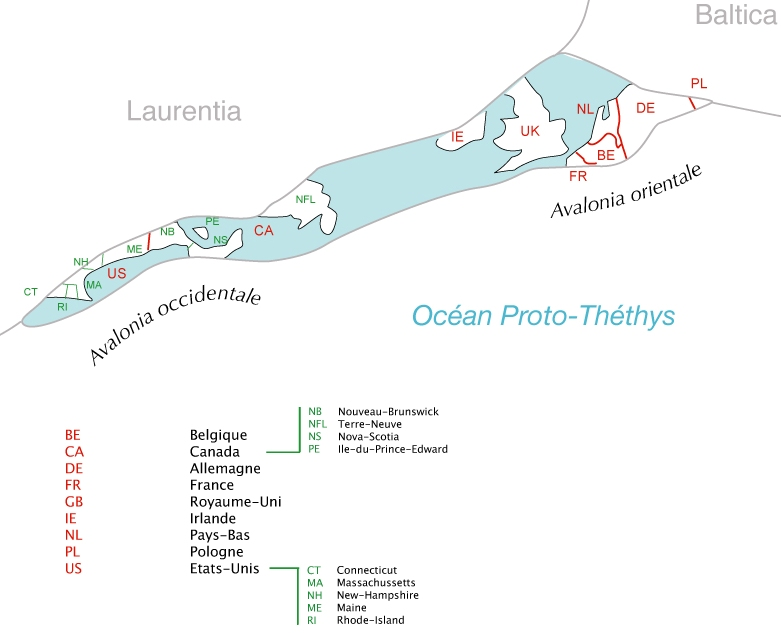
De huidige gebieden (met huidige grenzen) die deel hebben uitgemaakt van Avalonia

Avalonia of Avalonië is in de platentektoniek en paleogeografie een klein paleocontinent uit het Paleozoïcum. Op dit continent bevinden zich thans de landmassa's die overeenstemmen met de oostkust van de Verenigde Staten en Canada, evenals delen van Noordwest-Europa.
Avalonia is genoemd naar Avalon, een schiereiland van het Canadese eiland Newfoundland.

## Huidige plaatsen
Het deel van de aardkorst dat ooit tot Avalonia behoorde is verspreid over delen van Europa en Noord-Amerika. In Europa vormt het onder andere de korst onder het noordelijkste deel van Frankrijk, de Lage Landen, Noord-Duitsland, Noordwest-Polen, Engeland, Wales, Zuid-Ierland. Het Amerikaanse gedeelte komt overeen met de regio New England (exclusief Vermont en het uiterste noorden) en met de Oost-Canadese provincies New Brunswick, Nova Scotia, Prince Edward Island en het eiland Newfoundland.
Gesteenten die op Avalonia zijn afgezet zijn onder andere te zien in de Ardennen en in Wales. Een tektonische eenheid waarin materiaal van Avalonia voorkomt is bijvoorbeeld het Londen-Brabantmassief.

## Plaattektonische geschiedenis

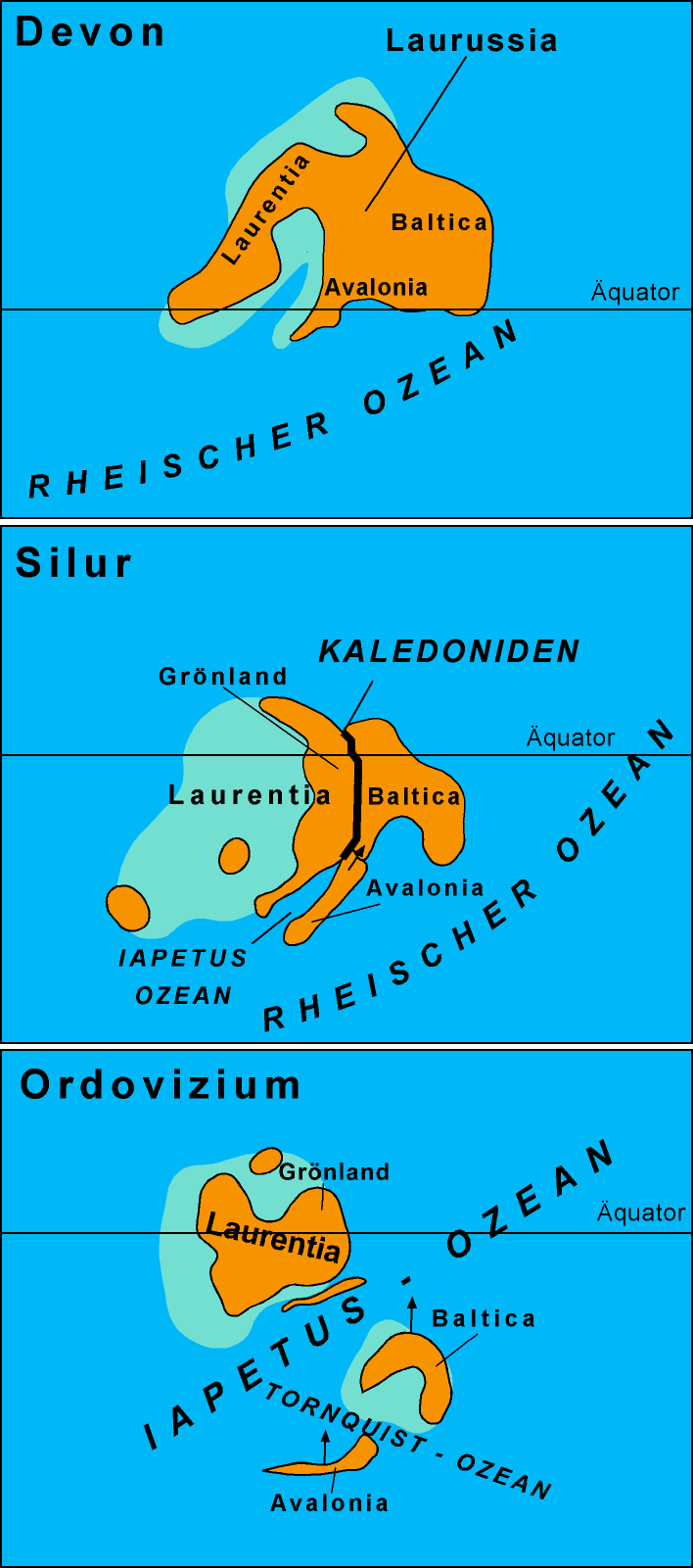
De samenvoeging van Avalonia, Baltica en Laurentia

Avalonia brak aan het begin van het Ordovicium (rond 480 Ma) af van Gondwana, een groot paleocontinent dat zich bij de zuidpool bevond. Daarna begon het naar het noorden te bewegen. De oceaan die tussen Avalonia en Gondwana ontstond wordt de Rheïsche Oceaan genoemd, de oceaan ten noorden van Avalonia de Iapetusoceaan. Tussen Avalonia en het continent Baltica in lag de Tornquistoceaan, een arm van de Iapetusoceaan. In het Late Ordovicium collideerde Avalonia met Baltica waarbij de Tornquistoceaan verdween langs de lijn die nu de Tornquistlijn genoemd wordt. De twee zouden later in het westen met Laurentia collideren waarbij ook de Iapetusoceaan verdween. Het samenkomen van de drie continenten zorgde in het Siluur (rond 400 Ma) voor de Caledonische orogenese.
Nog veel later zou bij het zich openen van de Atlantische Oceaan het westelijke deel van wat eens Avalonia geweest was in Noord-Amerika terechtkomen, terwijl het oostelijk deel een deel van West-Europa ging vormen.